# Vale de San Gabriel
O Vale de San Gabriel (em castelhano:  Valle de San Gabriel) é um dos principais vales do sul da Califórnia, localizado aproximadamente a leste da cidade de Los Angeles. As áreas no vale incluem:  
- As Montanhas San Gabriel ao norte, [1]
- San Rafael Hills, a oeste, [2] com a Bacia de Los Angeles além; O Vale de São Fernando e Vale Crescenta mais a noroeste,
- Puente Hills ao sul, [3] com a planície costeira do Condado de Orange além,
- Chino Hills e San Jose Hills, a leste, com o Vale Pomona e Inland Empire além.

O vale recebe seu nome do rio San Gabriel, que flui para o sul pelo centro do vale. O rio, por sua vez, foi nomeado por conta da missão espanhola San Gabriel Arcángel, construída originalmente em Whittier Narrows em 1771. 
Inicialmente uma região agrícola, hoje o vale é quase inteiramente urbanizado e é parte integrante da região metropolitana da Grande Los Angeles. É uma das regiões mais etnicamente diversas nos Estados Unidos. Cerca de 520 km2 em tamanho, o vale inclui trinta e uma cidades e cinco comunidades não incorporadas.
Incorporada em 1886, Pasadena é a cidade mais antiga ainda localizada no condado de Los Angeles (já que Anaheim e Santa Ana estão agora localizadas em no condado de Orange). 

## Cidades e comunidades

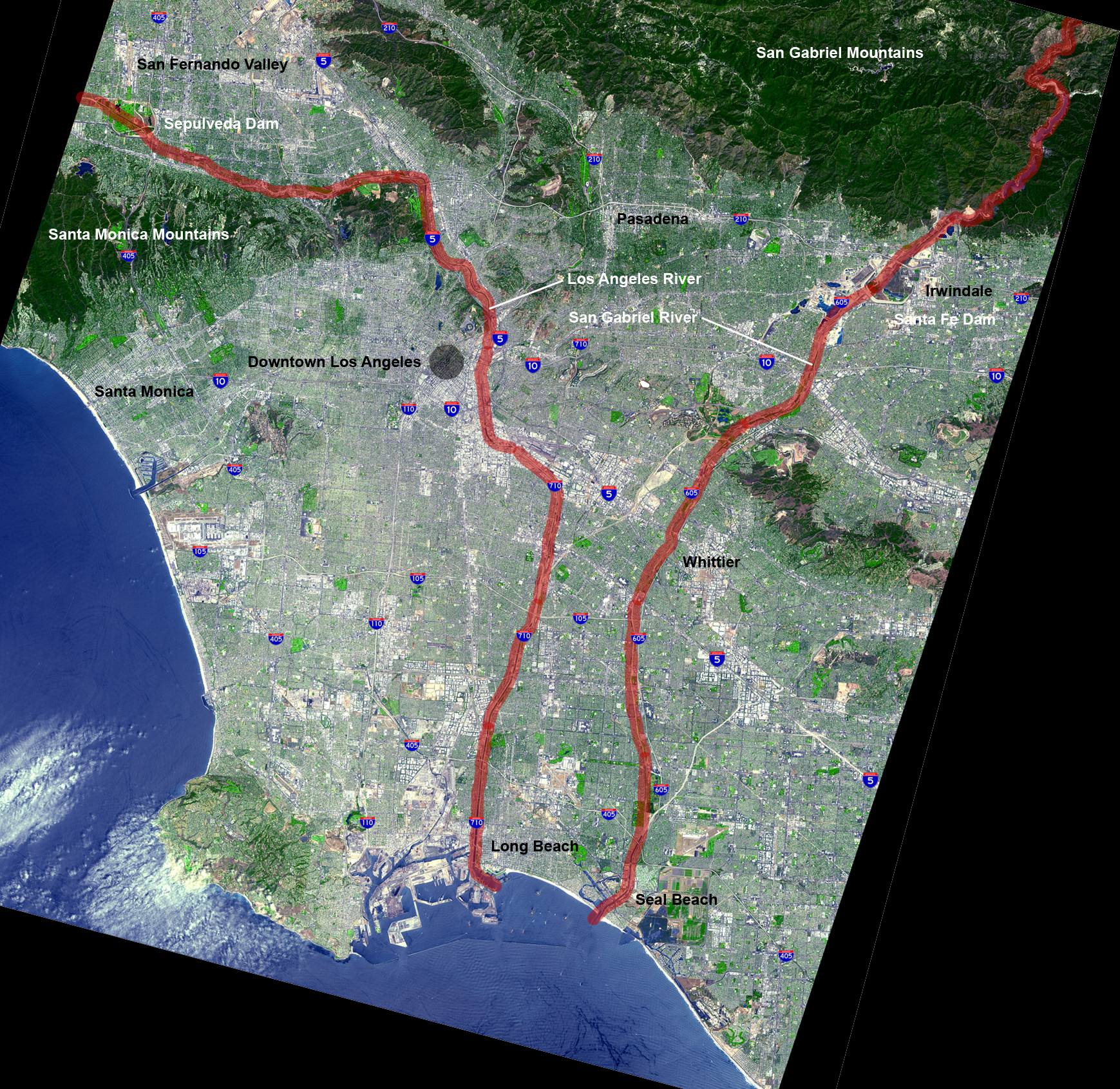
O Rio Los Angeles, destacado em vermelho (à esquerda). O rio San Gabriel é destacado em vermelho à direita.

O Vale de San Gabriel fica no condado de Los Angeles. As cidades incorporadas e os bairros não incorporados do vale incluem: 
- Altadena
- Alhambra
- Arcadia
- Avocado Heights
- Azusa
- Baldwin Park
- Bassett
- Bradbury
- Charter Oak
- Citrus
- City of Industry
- Claremont
- Covina
- Diamond Bar
- Duarte
- East Pasadena
- El Monte
- Glendora
- Hacienda Heights
- Hillgrove
- Irwindale
- La Puente
- La Verne
- Los Angeles (El Sereno)
- Mayflower Village
- Monrovia
- Monterey Park
- North El Monte
- Pasadena
- Pomona
- Rosemead
- Rowland Heights
- San Dimas
- San Gabriel
- San Marino
- San Pasqual
- Sierra Madre
- South El Monte
- South Pasadena
- South San Gabriel
- South San Jose Hills
- Temple City
- Valinda
- Vincent
- Walnut
- West Covina
- West Puente Valley

Whittier, Califórnia, final do século XIX

Whittier, como Montebello, é considerado uma cidade do Vale de San Gabriel e parte da região Gateway Cities. Uma parte não incorporada de Whittier, Rose Hills, fica abaixo das colinas de Puente. Embora essas colinas sejam muito menores que as montanhas de San Gabriel, o fato de a maior parte da cidade estar ao redor delas torna Whittier uma cidade do Vale San Gabriel. Essa situação é similar à de Montebello, que é membro do Conselho de Governos das Gateway Cities, apesar de fazer geograficamente parte do Vale de San Gabriel.
Claremont, Diamond Bar, La Verne, Pomona, San Dimas e Walnut são cidades adjacentes ao Vale do San Gabriel, e embora sejam considerados parte do Vale Pomona, eles também são comumente considerados parte do Vale de San Gabriel. A Freeway 57 (Orange Freeway) é geralmente considerada a linha divisória entre os vales de Pomona e San Gabriel. No entanto, para fins estatísticos e de desenvolvimento econômico, o condado de Los Angeles geralmente inclui essas seis cidades como parte do Vale de San Gabriel. A comunidade de El Sereno, na cidade de Los Angeles, está situada no extremo oeste do vale. Estimativas não oficiais colocam a população combinada do vale de San Gabriel em cerca de 2 milhões - aproximadamente um quinto da população do condado de Los Angeles . 

## História
Antes da chegada dos espanhóis, a terra ao longo do Rio Hondo, uma ramificação do rio San Gabriel, era povoada pelos Tongva parte da família Uto-Azteca, de americanos nativos. Os Tongva ocupavam grande parte da bacia de Los Angeles e as ilhas de Santa Catalina, San Nicolas, San Clemente e Santa Bárbara . Na parte norte do vale estava a tribo indígena Hahanog-na, um ramo da Nação Tongva (parte do grupo de línguas Shoshone) que vivia em aldeias espalhadas ao longo do Arroyo Seco e os cânions das montanhas até a área de South Pasadena. Em 1542, quando o explorador Juan Rodriguez Cabrillo chegou às margens do San Pedro e do Santa Catalina, os Tongva foram encontrar Cabrillo em seus Ti'ats, canoas de madeira. A língua dos Tongva era diferente das tribos indígenas vizinhas e era chamada de gabrielino pelos espanhóis. Muitos nomes atuais na Califórnia se devem aos nomes nativos dos Tongva: Piwongna - Pomona, Pasakeg-na - Pasadena, Cucomog-na - Cucamonga. Os Gabrielinos viviam em casas redondas com exteriores de colmo. Ambos os sexos usavam longos penteados e tatuavam seus corpos. Durante o tempo quente os homens usavam pouca roupa, mas as mulheres usavam saias mínimas feitas de peles de animais. Durante o frio eles usavam capas de pele de animal. As doenças européias mataram muitos dos Tongva e em 1870 restavam poucos habitantes nativos na área. Hoje, vários grupos de Tongva vivem na área de Los Angeles.
Os primeiros europeus a visitarem o interior da Califórnia foram os membros da expedição Portolà de 1769, que viajou por terra para o norte após estabelecer o primeiro assentamento espanhol no atual estado da Califórnia, em San Diego. Em 30 de julho, a expedição cruzou o rio San Gabriel e seguiu para o norte, onde hoje é a cidade de Los Angeles. Para atravessar o rio, a expedição construiu uma ponte rústica, o que deu o nome La Puente à cidade do Vale de San Gabriel, e às Colinas Puente ao sul. Alguns anos depois, uma missão católica foi estabelecida perto da travessia. 

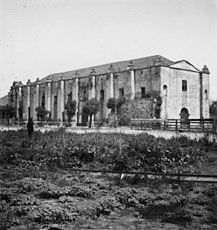
Missão San Gabriel Arcángel por volta de 1900. A trilha em primeiro plano faz parte do El Camino Real original.

A Missão de São Gabriel Arcanjo foi fundada pelo padre franciscano Junípero Serra, primeiro chefe das missões espanholas na Califórnia, em 8 de setembro de 1771. Sua localização original era perto de onde a Avenida San Gabriel cruza hoje o Rio Hondo, que também está próximo do atual adobe de Juan Matias Sanchez. Ángel Somera e Pedro Cambón foram os primeiros missionários lá, o que marcou o início da colonização da região de Los Angeles pelos espanhóis. A missão de San Gabriel foi a terceira de vinte e uma missões que viriam a ser estabelecidas ao longo do El Camino Real na Califórnia. 
A missão de São Gabriel teve sucesso em estabelecer práticas agropecuárias, mas, seis anos mais tarde, uma inundação levou os padres a se mudarem para o norte, na atual cidade de San Gabriel. O local original da missão agora é um Marco Histórico Nacional da Califórnia.
A missão de São Gabriel Arcanjo desempenhou um papel central na sociedade colonial espanhola e muitos dos primeiros colonos mexicanos da região foram batizados ali, incluindo Pio Pico, que nasceu e foi batizado na missão em 1801. Por duas vezes ele se veio a sergovernador da Califórnia, em 1832 e em 1845, e a cidade de Pico Rivera foi nomeada em homenagem a ele, o último governador mexicano da Califórnia. 
A Batalha do Rio San Gabriel ocorreu em Montebello em 8 de janeiro de 1847 às margens do Rio Hondo. Esta batalha deu o controle de Los Angeles e da Alta Califórnia aos Estados Unidos, e foi uma das batalhas decisivas na guerra mexicano-americana. Dois dias depois, após várias derrotas, o México foi forçado a ceder a Alta Califórnia aos Estados Unidos. Em 1852, após a ocupação americana, San Gabriel tornou-se um dos primeiros municípios do Condado de Los Angeles. Hoje, o local da batalha é o Marco Histórico da Califórnia nº 385 e há dois antigos canhões e uma placa comemorativa da batalha no local.
Pioneiros e colonos chineses, japoneses, filipinos e do sul da Ásia chegaram ao vale de San Gabriel em meados do século XIX. Esses pioneiros trabalharam nos campos, na colheita de uvas e frutas cítricas e construíram parte da infraestrutura do vale de San Gabriel de hoje. Na década de 1920, os imigrantes japoneses chegaram ao Monterey Park para trabalhar como fazendeiros. 
A descoberta de petróleo nas colinas de Montebello pela Standard Oil Company em 1917 provocou uma mudança revolucionária no vale. As colinas agrícolas logo se tornaram um dos principais contribuintes para a produção de petróleo. Em 1920, seus campos de petróleo estavam produzindo um oitavo do petróleo bruto da Califórnia. Por várias décadas, as colinas foram pontilhadas com poços de petróleo.
As cidades de Whittier, Covina e Pasadena eram antigamente os pontos centrais da indústria cítrica. Além disso, as indústrias de petróleo, laticínios e gado eram importantes na região sul do vale. Muitas trilhas equestres no vale de San Gabriel - especificamente em Covina e Walnut - desapareceram ou caíram em desuso. As áreas rurais restantes incluem a área entre o leste de West Covina e Cal Poly Pomona e em Walnut, Diamond Bar e La Puente. 

## Demografia e diversidade étnica
A população total do vale de San Gabriel no censo de 2000 era de 1.510.378 pessoas, das quais 1.425.596 residiam em uma das 30 cidades. O tamanho médio de um lar no vale de San Gabriel, segundo o censo de 2000, era de 3,28 pessoas, contra 2,98 para o condado de Los Angeles como um todo. Oito cidades do vale têm tamanhos médios de residências de mais de 4 pessoas, enquanto uma área não incorporada, o South San Jose Hills, estava no alto número de 5,07 pessoas por domicílio. (A maioria dos endereços não usa South San Jose Hills como a cidade, mas sim La Puente, West Covina ou Valinda.) No outro extremo desta escala encontra-se Sierra Madre, com 2,20 pessoas por agregado familiar.
Parcelas significativas de todos os principais grupos étnicos vivem nas comunidades do Vale de San Gabriel, e a área é, em geral, uma das regiões com maior diversidade étnica nos Estados Unidos. A maioria das pessoas que residem no vale de San Gabriel são hispânicos e americanos asiáticos.   As comunidades de Glendora, La Verne, Claremont, Monróvia, San Marino, Sierra Madre, Pasadena, Pasadena do Sul e San Dimas têm populações brancas significativas. 
A população afro-americana no vale de San Gabriel é relativamente baixa. No entanto, existem comunidades afro-americanas consideráveis e antigas na região ocidental de Altadena e no noroeste de Pasadena, bem como em Monróvia. 
Montebello abriga a comunidade armênia mais antiga do condado de Los Angeles e a Catedral Apostólica Armênia da Santa Cruz, que foi a única catedral armênia na Califórnia até que a Catedral de São Leão foi construída em Burbank em 2012. O Monumento dos Mártires Armênios no Parque Bicknell homenageando as vítimas do genocídio armênio pelos turcos otomanos é o maior monumento público do genocídio no mundo. A comunidade armênia de Pasadena tem suas raízes na década de 1890. 
O Vale de San Gabriel possui a maior concentração de comunidades asiáticas americanas nos Estados Unidos. Oito das dez cidades dos Estados Unidos com a maior proporção de americanos chineses estão localizadas no vale de San Gabriel. As cidades de Monterey Park, Walnut, Alhambra, San Gabriel, San Marino, Rowland Heights, Hacienda Heights, Diamond Bar e Arcadia contêm maiorias asiáticas. Novas Chinatowns foram estabelecidas em muitas cidades no vale de San Gabriel. 

## Clima
Como grande parte da região de Los Angeles, o Vale de San Gabriel desfruta de um clima quente e ensolarado o ano todo. Chuvas são esporádicas. Devido ao Vale Oriental de San Gabriel estar localizado mais no interior, a área está sujeita a verões mais quentes e invernos mais frios. Neve é extremamente rara no Vale, mas muitas vezes pode ser vista nas proximidades das Montanhas San Gabriel . 